# Marshiella homala
Marshiella homala är en stekelart som beskrevs av Shamim, Ahmad, Haider och Shuja-uddin 2004. Marshiella homala ingår i släktet Marshiella och familjen bracksteklar. Inga underarter finns listade i Catalogue of Life.